# New York Liberty
New York Liberty – kobiecy klub koszykarski z siedzibą w Nowym Jorku grający w lidze WNBA. Siostrzana drużyna New York Knicks. Swoje mecze rozgrywają na hali Madison Square Garden. W lidze WNBA pojawiły się w 1997 roku. Pięciokrotnie dochodziły do meczu o mistrzostwo, ale za każdym razem przegrywały (1997 – Houston Comets, 1999 – Houston Comets , 2000 – Houston, 2002 – Los Angeles Sparks, 2023 - Las Vegas Aces).

## Wyniki sezon po sezonie
| Sezon            | Zespół           | Konferencja      | Konferencja      | Sezon regularny  | Sezon regularny  | Sezon regularny  | Rezultaty Play-off | Trener                            |
| Sezon            | Zespół           | Konferencja      | Konferencja      | W                | P                | %                | Rezultaty Play-off | Trener                            |
| New York Liberty | New York Liberty | New York Liberty | New York Liberty | New York Liberty | New York Liberty | New York Liberty | New York Liberty | New York Liberty                  |
| ---------------- | ---------------- | ---------------- | ---------------- | ---------------- | ---------------- | ---------------- | --- | --------------------------------- |
| 1997             | 1997             | Wschodnia        | 2                | 17               | 11               | 60,7             | Wygrana w półfinale WNBA (Phoenix, 1–0) Przegrana w finale WNBA (Houston, 0–1)                                                           | Nancy Darsch                      |
| 1998             | 1998             | Wschodnia        | 3                | 18               | 12               | 60               | brak kwalifikacji | Nancy Darsch                      |
| 1999             | 1999             | Wschodnia        | 1                | 18               | 14               | 56,3             | Zwolniony z udziału w półfinale konferencji Wygrana w finale konferencji (Charlotte, 2–1) Przegrana w finale WNBA (Houston, 1–2)         | Richie Adubato                    |
| 2000             | 2000             | Wschodnia        | 1                | 20               | 12               | 62,5             | Wygrana w półfinale konferencji (Washington, 2–0) Wygrana w finale konferencji (Cleveland, 2–1) Przegrana w finale WNBA (Houston, 0–2)   | Richie Adubato                    |
| 2001             | 2001             | Wschodnia        | 2                | 21               | 11               | 65,6             | Wygrana w półfinale konferencji (Miami, 2–1) Przegrana w finale konferencji (Charlotte, 1–2)                                             | Richie Adubato                    |
| 2002             | 2002             | Wschodnia        | 1                | 18               | 14               | 56,3             | Wygrana w półfinale konferencji (Indiana, 2–1) Wygrana w finale konferencji (Washington, 2–1) Przegrana w finale WNBA (Los Angeles, 0–2) | Richie Adubato                    |
| 2003             | 2003             | Wschodnia        | 6                | 16               | 18               | 47,1             | brak kwalifikacji | Richie Adubato                    |
| 2004             | 2004             | Wschodnia        | 2                | 18               | 16               | 52,9             | Wygrana w półfinale konferencji (Detroit, 2–1) Przegrana w finale konferencji (Connecticut, 0–2)                                         | R. Adubato (7–9) P. Coyle (11–7)  |
| 2005             | 2005             | Wschodnia        | 3                | 18               | 16               | 52,9             | Przegrana w półfinale konferencji (Indiana, 0–2)                                                                                         | Pat Coyle                         |
| 2006             | 2006             | Wschodnia        | 5                | 11               | 23               | 32,4             | brak kwalifikacji | Pat Coyle                         |
| 2007             | 2007             | Wschodnia        | 4                | 16               | 18               | 47,1             | Przegrana w półfinale konferencji (Detroit, 1–2)                                                                                         | Pat Coyle                         |
| 2008             | 2008             | Wschodnia        | 3                | 19               | 15               | 55,9             | Wygrana w półfinale konferencji (Connecticut, 2–1) Przegrana w finale konferencji (Detroit, 1–2)                                         | Pat Coyle                         |
| 2009             | 2009             | Wschodnia        | 7                | 13               | 21               | 38,2             | brak kwalifikacji | P. Coyle (6–11) A. Donovan (7–10) |
| 2010             | 2010             | Wschodnia        | 2                | 22               | 12               | 64,7             | Wygrana w półfinale konferencji (Indiana, 2–1) Przegrana w finale konferencji (Atlanta, 0–2)                                             | Anne Donovan                      |
| 2011             | 2011             | Wschodnia        | 4                | 19               | 15               | 55,9             | Przegrana w półfinale konferencji (Indiana, 1–2)                                                                                         | John Whisenant                    |
| 2012             | 2012             | Wschodnia        | 4                | 15               | 19               | 44,1             | Przegrana w półfinale konferencji (Connecticut, 0–2)                                                                                     | John Whisenant                    |
| 2013             | 2013             | Wschodnia        | 5                | 11               | 23               | 32,4             | brak kwalifikacji | Bill Laimbeer                     |
| 2014             | 2014             | Wschodnia        | 5                | 15               | 19               | 44,1             | brak kwalifikacji | Bill Laimbeer                     |
| 2015             | 2015             | Wschodnia        | 1                | 23               | 11               | 67,6             | Wygrana w półfinale konferencji (Washington, 2–1) Przegrana w finale konferencji (Indiana 1–2)                                           | Bill Laimbeer                     |
| 2015             | 2016             | Wschodnia        | 1                | 21               | 13               | 61,8             | Zwolniony z udziału w I rundzie Przegrana w II rundzie (Phoenix 0–1)                                                                     | Bill Laimbeer                     |
| Sezon regularny  | Sezon regularny  | Sezon regularny  | Sezon regularny  | 349              | 313              | 52,7             | 3 mistrzostwa konferencji | 3 mistrzostwa konferencji         |
| Play-off         | Play-off         | Play-off         | Play-off         | 27               | 35               | 43,5             | 0 mistrzostw WNBA | 0 mistrzostw WNBA                 |

## Statystyki
| Sezon | Indywidualne          | Indywidualne        | Indywidualne          | Zespół vs przeciwnik | Zespół vs przeciwnik | Zespół vs przeciwnik |
| Sezon | Śr. punktów           | Śr. zbiórek         | Śr. asyst             | Śr. punktów          | Śr. zbiórek          | % z gry              |
| ----- | --------------------- | ------------------- | --------------------- | -------------------- | -------------------- | -------------------- |
| 1997  | S. Witherspoon (14,5) | R. Lobo (7,3)       | T. Weatherspoon (6,1) | 68,3 vs 65,9         | 32,9 vs 33,3         | 41,2 vs 39,1         |
| 1998  | S. Witherspoon (13,8) | R. Lobo (6,9)       | T. Weatherspoon (6,4) | 68,6 vs 65,5         | 31,5 vs 29,7         | 42,5 vs 41,9         |
| 1999  | V. Johnson (13,3)     | S. Wicks (7)        | T. Weatherspoon (6,4) | 67,8 vs 65,3         | 29,5 vs 30,7         | 41,8 vs 41,2         |
| 2000  | T. Phillips (13,8)    | T. Phillips (8)     | T. Weatherspoon (6,4) | 67,1 vs 63,6         | 29,4 vs 30,2         | 43,6 vs 40,7         |
| 2001  | T. Phillips (15,3)    | T. Phillips (8)     | T. Weatherspoon (6,3) | 67,6 vs 65,1         | 28,6 vs 30,7         | 45,6 vs 42,3         |
| 2002  | T. Phillips (14,1)    | T. Phillips (7)     | T. Weatherspoon (5,7) | 65,3 vs 63           | 27,2 vs 30           | 44,4 vs 39,9         |
| 2003  | B. Hammon (14,7)      | T. Phillips (8,5)   | T. Weatherspoon (4,4) | 66 vs 66,4           | 28,1 vs 31,2         | 42,9 vs 41,9         |
| 2004  | B. Hammon (13,5)      | E. Baranova (7,2)   | B. Hammon (4,4)       | 66,2 vs 67,6         | 29,5 vs 32,4         | 42,4 vs 41,4         |
| 2005  | B. Hammon (13,9)      | E. Baranova (6,9)   | B. Hammon (4,3)       | 68,1 vs 67,2         | 28,6 vs 30,3         | 44,5 vs 42,7         |
| 2006  | B. Hammon (14,7)      | K. Schumacher (5,5) | B. Hammon (3,7)       | 69,8 vs 78,2         | 30 vs 34,5           | 39,7 vs 44,9         |
| 2007  | S. Christon (11,2)    | J. McCarville (4,8) | L. Moore (4,8)        | 71 vs 73,6           | 31,6 vs 35,7         | 41,7 vs 41,4         |
| 2008  | S. Christon (15,7)    | C. Kraayeveld (6,1) | L. Moore (4,6)        | 75,7 vs 74,6         | 32,5 vs 34,6         | 42,1 vs 42,7         |
| 2009  | S. Christon (16,1)    | J. McCarville (5,5) | L. Moore (3,9)        | 73,9 vs 74,6         | 31,8 vs 35,4         | 41,5 vs 42           |
| 2010  | C. Pondexter (21,4)   | J. McCarville (5,9) | C. Pondexter (4,9)    | 79,2 vs 76           | 31,2 vs 32           | 45,3 vs 43,6         |
| 2011  | C. Pondexter (17,4)   | K. Vaughn (6,7)     | C. Pondexter (4,7)    | 76 vs 74,8           | 32,8 vs 32,4         | 43,3 vs 42,9         |
| 2012  | C. Pondexter (20,4)   | P. Pierson (5,4)    | C. Pondexter (4,3)    | 73,1 vs 77,2         | 33,4 vs 34,4         | 42,5 vs 42,9         |
| 2013  | C. Pondexter (16,9)   | K. Braxton (6,6)    | C. Pondexter (4)      | 69,6 vs 77           | 37,5 vs 35           | 40,4 vs 40,8         |
| 2014  | T. Charles (17,4)     | T. Charles (9,4)    | C. Pondexter (3,9)    | 72,1 vs 75,2         | 34,8 vs 33,9         | 42,2 vs 42,6         |
| 2015  | T. Charles (17,1)     | T. Charles (8,5)    | T. Wright (3,5)       | 74,4 vs 71,1         | 36,7 vs 31,5         | 42,6 vs 39,3         |

## Zastrzeżone numery
- #11 Teresa Weatherspoon

## Uczestniczki meczu gwiazd
- 1999: Kym Hampton, Vickie Johnson, Rebecca Lobo, Teresa Weatherspoon
- 2000: Tari Phillips, Teresa Weatherspoon, Sue Wicks
- 2001: Vickie Johnson, Tari Phillips, Teresa Weatherspoon
- 2002: Tari Phillips, Teresa Weatherspoon
- 2003: Becky Hammon, Tari Phillips, Teresa Weatherspoon
- 2004: Becky Hammon
- 2005: Becky Hammon, Ann Wauters
- 2006: nikt
- 2007: nikt
- 2009: Shameka Christon
- 2010: Cappie Pondexter
- 2011: Essence Carson, Cappie Pondexter
- 2013: Cappie Pondexter
- 2014: Tina Charles, Cappie Pondexter
- 2015: Tina Charles

## Nagrody i wyróżnienia
- 1997 II skład WNBA: Rebecca Lobo
- 1997 II skład WNBA: Teresa Weatherspoon
- 1997 Defensywna Zawodniczka Roku: Teresa Weatherspoon
- 1998 II skład WNBA: Teresa Weatherspoon
- 1998 Defensywna Zawodniczka Roku: Teresa Weatherspoon
- 1999 II skład WNBA: Teresa Weatherspoon
- 2000 II skład WNBA: Teresa Weatherspoon
- 2000 Największy postęp WNBA: Tari Phillips
- 2001 Kim Perrot Sportsmanship Award: Sue Wicks
- 2002 II skład WNBA: Tari Phillips
- 2005 II skład WNBA: Becky Hammon
- 2007 Największy postęp WNBA: Janel McCarville
- 2007 II skład defensywny WNBA: Loree Moore
- 2010 I skład WNBA: Cappie Pondexter
- 2010 Największy postęp WNBA: Leilani Mitchell
- 2010 I skład defensywny WNBA: Cappie Pondexter
- 2010 I skład debiutantek WNBA: Kalana Greene
- 2011 II skład WNBA: Cappie Pondexter
- 2011 Największy postęp WNBA: Kia Vaughn
- 2012 I skład WNBA: Cappie Pondexter
- 2013 I skład debiutantek WNBA: Kelsey Bone
- 2014 II skład WNBA: Tina Charles
- 2015 Trener Roku: Bill Laimbeer
- 2015 I skład debiutantek WNBA: Brittany Boyd
- 2015 I skład debiutantek WNBA: Kiah Stokes
- 2015 II skład defensywny WNBA: Tina Charles
- 2015 II skład defensywny WNBA: Kiah Stokes
- 2015 II skład defensywny WNBA: Tanisha Wright
- 2015 I skład WNBA: Tina Charles
- 2015 II skład WNBA: Epiphanny Prince
- 2016 Liderka strzelczyń: Tina Charles
- 2016 Liderka ligi w zbiórkach: Tina Charles
- 2016 II skład defensywny WNBA: Tanisha Wright

## Wybory draftu
- 1997 Elite: Kym Hampton (4), Vickie Johnson (12)
- 1997: Sue Wicks (6), Sophia Witherspoon (11), Trena Trice (22), Kisha Ford (27)
- 1998: Alicia Thompson (9), Nadine Domond (19), Albena Branzova (29), Vanessa Nygaard (39)
- 1999: Crystal Robinson (6), Michele Van Gorp (18), Tamika Whitmore (30), Carolyn Jones-Young (42)
- 2000: Olga Firsova (13), Desiree Francis (29), Jessica Bibby (45), Natalie Porter (61)
- 2001: Taru Tuukkanen (57), Tara Mitchem (60)
- 2002: Linda Frohlich (26), Tracy Gahan (46), Dee Dee Warley (62)
- 2003 Miami/Portland Dispersal Draft: Jelena Baranowa (11)
- 2003: Molly Creamer (10), Erin Thorn (17), Sonja Mallory (24), Kristen Brook Sharp (26), Nicole Kaczmarski (39)
- 2004 Cleveland Dispersal Draft: Ann Wauters (4)
- 2004: Shameka Christon (5), Amisha Carter (17), Cathy Joens (30)
- 2005: Loree Moore (10), Tabitha Pool (23), Rebecca Richman (36)
- 2006: Sherill Baker (12), Brooke Queenan (23), Christelle N'Garsanet (37)
- 2007 Charlotte Dispersal Draft: Janel McCarville (3)
- 2007: Tiffany Jackson (5), Szaj Doron (16), Martina Weber (29)
- 2008: Essence Carson (7), Erlana Larkins (14), Wanisha Smith (27), Alberta Auguste (35)
- 2009 Houston Dispersal Draft: wybór zwolniony
- 2009: Kia Vaughn (8), Abby Waner (21)
- 2010 Sacramento Dispersal Draft: Nicole Powell (1)
- 2010: Kalana Greene (13), Ashley Houts (16), Cory Montgomery (25)
- 2011: Alex Montgomery (10), Angel Robinson (22), Mekia Valentine (34)
- 2012: Kelley Cain (7), Katelan Redmon (36)
- 2013: Kelsey Bone (5), Toni Young (7), Kamiko Williams (15), Shenneika Smith (25), Olcay Çakır (27)
- 2014: Alyssa Thomas (4), Tyaunna Marshall (14), Meighan Simmons (26)
- 2015: Brittany Boyd (9), Kiah Stokes (11), Amber Orrange (23), Laurin Mincy (27), Michala Johnson (28)
- 2016: Adut Bulgak (12), Ameryst Alston (24), Shacobia Barbee (36)
- 2017: Lindsay Allen (14), Kai James (34)
- 2018: Kia Nurse (10), Mercedes Russell(22), Leslie Robinson (34)
- 2019: Asia Durr (2), Han Xu (14), Megan Huff (26)
- 2020: Sabrina Ionescu (1), Megan Walker (9), Jazmine Jones (12), Kylee Shook (13), Leaonna Odom (15), Erica Ogwumike (26)

## Sztab trenerski oraz zarządzający

### Trenerzy
| Trener         | Początek | Koniec  | Sezony | Sezon regularny | Sezon regularny | Sezon regularny | Sezon regularny | Play-off | Play-off | Play-off | Play-off |
| Trener         | Początek | Koniec  | Sezony | W               | P               | %               | Gry             | W        | P        | %        | Gry      |
| -------------- | -------- | ------- | ------ | --------------- | --------------- | --------------- | --------------- | -------- | -------- | -------- | -------- |
| Nancy Darsch   | 1997     | 1998    | 2      | 35              | 23              | 60,3            | 58              | 1        | 1        | 50       | 2        |
| Richie Adubato | 1998     | 2004    | 5      | 100             | 78              | 56,2            | 178             | 14       | 13       | 51,9     | 27       |
| Pat Coyle      | 2004     | 2009    | 5      | 81              | 90              | 47,4            | 171             | 6        | 10       | 37,5     | 16       |
| Anne Donovan   | 2009     | 2010    | 2      | 29              | 22              | 56,7            | 51              | 2        | 3        | 40       | 5        |
| John Whisenant | 2010     | 2012    | 2      | 34              | 34              | 50              | 68              | 1        | 4        | 25       | 5        |
| Bill Laimbeer  | 2012     | obecnie | 4      | 70              | 66              | 51,5            | 136             | 3        | 4        | 42,9     | 7        |

### Asystenci trenerów
- Melissa McFerrin (1997–1998)
- Pat Coyle (1998–2004)
- Jeff House (1999–2004)
- Marianne Stanley (2004–2006)
- Nick DiPillo (2005–2008)
- Bruce Hamburger (2007–2008)
- Anne Donovan (2009)
- Laurie Byrd (2009–2010)
- Monique Ambers (2011–2012)
- Lady Grooms (2011–2012)
- Norm Ellenberger (2012)
- Barbara Farris (2013–2014)
- Taj McWilliams-Franklin (2013)
- Katie Smith (od 2014)
- Herb Williams (od 2015)

### Właściciele
- Cablevision, właściciel New York Knicks (1997–2009)
- Madison Square Garden, Inc., właściciel New York Knicks (od 2010)

### Generalni menedżerowie
- Carol Blazejowski (1996–2010)
- John Whisenant (2011–2012)
- Bill Laimbeer (2013–2014)
- Kristin Bernert (2015–present)